# Gare de Aïn Tallout
La gare de Aïn Tallout est une gare ferroviaire algérienne située sur le territoire de la commune de Aïn Tallout, dans la wilaya de Tlemcen.

## Situation ferroviaire
Établie à une altitude de 729,200 m, la gare est située au point kilométrique (PK) 23,419 de la ligne de Tabia à Akid Abbes, où elle est précédée de la gare de Tabia et suivie de celle d'Ouled Mimoun.
| \| Aïn Tallout Tlemcen Akid Abbes Maghnia Tabia Ghazaouet \| Localisation de la gare de Aïn Tallout dans la wilaya de Tlemcen. |
| Aïn Tallout Tlemcen Akid Abbes Maghnia Tabia Ghazaouet                                                                         |

## Histoire
Lors de la colonisation, la gare portait le nom de gare de Aïn Tellout.
La gare est mise en service en 1887 lors de l'ouverture de la section de Tabia à Aïn Tallout de la ligne de Sainte-Barbe-du-Tlélat à Oujda,.

## Service des voyageurs

### Dessertes
La gare de Aïn Tallout est desservie par les trains régionaux de la liaison Oran - Tlemcen.